# Dease Lake (ort)
Dease Lake är en ort i Kanada.   Den ligger i provinsen British Columbia, i den centrala delen av landet, 3 900 km väster om huvudstaden Ottawa. Dease Lake ligger 814 meter över havet och antalet invånare är 303. Den ligger vid sjön Allan Lake.
Terrängen runt Dease Lake är huvudsakligen kuperad, men den allra närmaste omgivningen är platt. Dease Lake ligger nere i en dal. Trakten runt Dease Lake är nära nog obefolkad, med mindre än två invånare per kvadratkilometer..